# Número Internacional Normalitzat per a Registres d'Autoritat
Número Internacional Normalitzat per a Registres d'Autoritat, conegut per les sigles en anglès ISADN, fou un registre proposat per la Federació Internacional d'Associacions i Institucions Bibliotecàries (IFLA) per a proveir i mantenir identificadors únics per a entitats descrites en les dades d'autoritats. Tindre aquest número únic tindria els beneficis de ser independent de sistemes i idiomes.
Françoise Bourdon fou un dels principals defensors d'aquesta norma, amb la proposta d'una estructura per a l'ISADN i la recomanació que el número identifique únicament registres d'autoritat, i no els seus objectes.
Un article de 1989 escrit per Delsey descriví el treball fet pel Grup de Treball de la IFLA en un Sistema Internacional d'Autoritats, passant gran part del temps en la conceptualització d'un número normalitzat internacional "que facilitarà l'enllaç de autoritats variants per a la mateixa identitat." El debat era molt complex respecte quines agències assignarien de fet tals números. Per exemple, una biblioteca nacional podria encarregar-se a assignar identificadors als autors del seu país, però portaria a identificadors duplicats per a dades d'autoritats que descriuen a persones transnacionals.
Es va determinar finalment que el projecte era inviable. Tillett suggerí que l'agrupació d'identificadors emprat per la Virtual International Authority File pot complir les necessitats expressades en la proposta de l'ISADN.
El concepte d'una ISADN continua sent rellevant per a la comunitat de la ciència de la informació perquè podria ser una gran ajuda en el problema de mesurar la producció individual de recerca d'un autor.